# Bloomington (Texas)
Bloomington é uma Região censo-designada localizada no estado norte-americano de Texas, no Condado de Victoria.

## Demografia
Segundo o censo norte-americano de 2000, a sua população era de 2562 habitantes.

## Geografia
De acordo com o United States Census Bureau tem uma área de 
6,9 km², dos quais 6,9 km² cobertos por terra e 0,0 km² cobertos por água. Bloomington localiza-se a aproximadamente 21 m acima do nível do mar.

## Localidades na vizinhança
O diagrama seguinte representa as localidades num raio de 32 km ao redor de Bloomington. 